# Rinoceronte-de-sumatra
O rinoceronte-de-sumatra ou rinoceronte-de-samatra (nome científico: Dicerorhinus sumatrensis, do grego di, dois + cero, corno + rhinus, nariz/focinho; e do latim, ensis, relativo a Sumatra) é uma das cinco espécies viventes de rinocerontes da família Rhinocerotidae. Outras denominações vérnaculas incluem rinoceronte-sumatrano, rinoceronte-peludo, e rinoceronte-de-dois-chifres-asiático.
É a menor das espécies de rinocerontes recentes e a que tem características mais primitivas. Como seus parentes africanos, possui dois cornos, sendo o anterior muito maior que o posterior. Apresenta uma pelagem marrom-acastanhada única entre os membros da família. Pouco se conhece a respeito de sua ecologia, comportamento e reprodução na natureza, devido a seus hábitos furtivos e noturnos e pela dificuldade de pesquisa no ambiente florestal. Entretanto, dezenas de estudos em cativeiro foram desenvolvidos para auxiliar nos programas de conservação ex situ. É a espécie de rinoceronte que mais apresenta vocalizações.
Originalmente distribuído pelo sudeste asiático, foi dizimado em grande parte de sua área geográfica, restando apenas pequenas populações isoladas, na Indonésia e Malásia. Considerado em perigo crítico pela IUCN, sua população é de difícil determinação devido aos hábitos solitários, mas sendo estimada por volta de 300 animais. O declínio da espécie é atribuído principalmente à caça predatória para o comércio ilegal dos cornos, que possuem um valor alto na medicina tradicional chinesa. Outros fatores incluem a perda do habitat para a agricultura, pecuária e indústria madeireira. O recente terremoto de 2004 que devastou grande parte da região de Aceh contribuiu negativamente para a conservação do rinoceronte, devido à grande extração de madeira no ecossistema de Lesuer.
Um programa de conservação e reprodução em cativeiro foi iniciado em 1984 na Malásia, entretanto a grande maioria dos animais morreu sem gerar descendentes. O programa foi então adaptado, para santuários ou centros de conservação, localizados em Sungai Dusun, Way Kambas e Sepilok. Fora do sudeste asiático, o Zoológico de Cincinnati é o único lugar a manter uma coleção de espécimes, e um programa de reprodução em cativeiro, que após inúmeras concepções fracassadas, obtendo êxito em 2001 com o nascimento do primeiro rinoceronte-de-sumatra gerado em cativeiro. A fêmea Emi pariu outras duas vezes, em 2004 e 2007, quebrando todos os recordes e dando esperança para o futuro da espécie.

## Distribuição geográfica e habitat

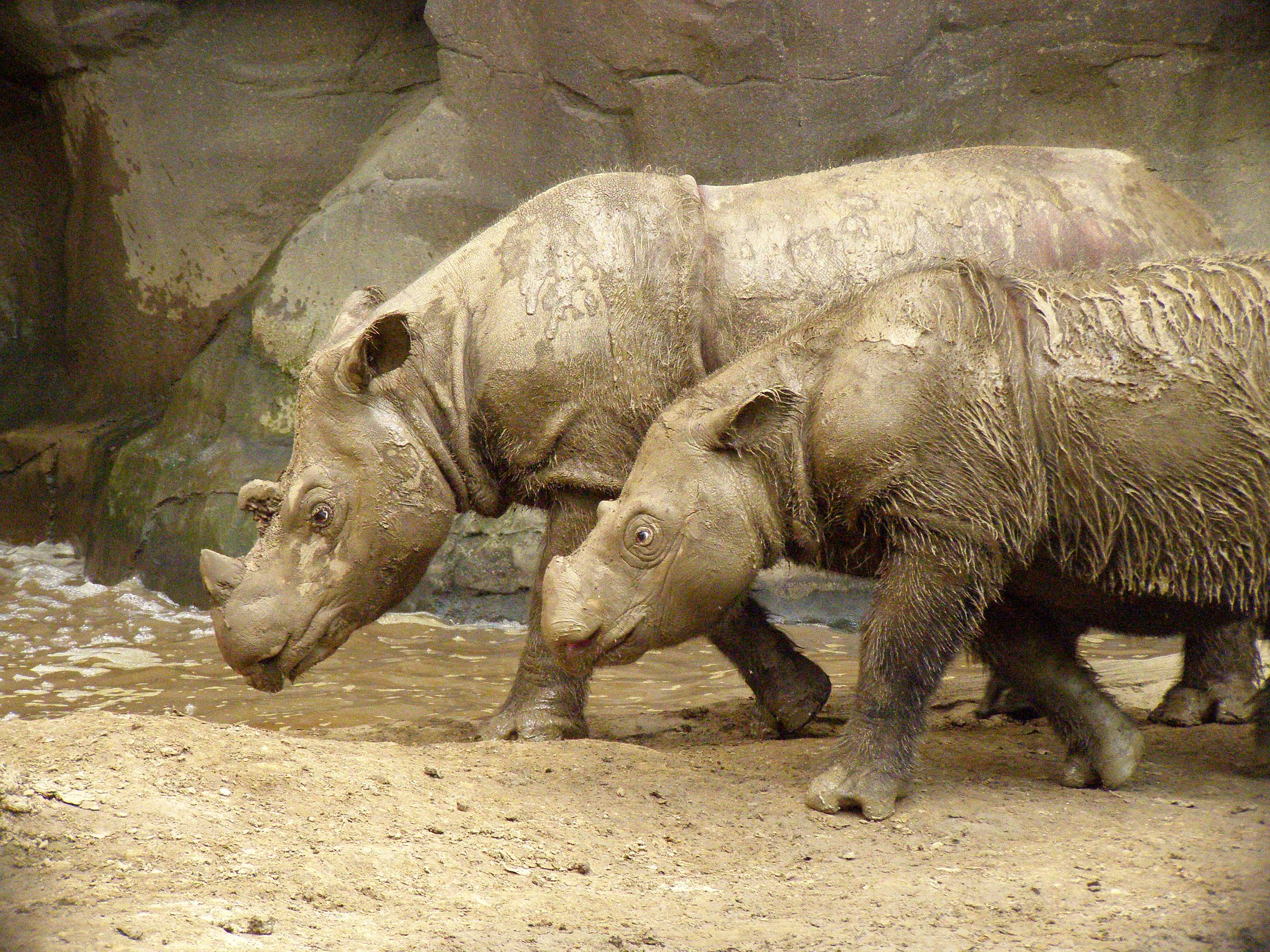
Emi com o filhote Harapan (14 meses), no Zoológico de Cincinnati.

O rinoceronte-de-sumatra originalmente era encontrado do norte de Mianmar, extremo nordeste da Índia e Bangladesh até a península malaia e nas ilhas de Sumatra e Bornéu. Relatos não confirmados também identificaram a espécie no Camboja, Laos e Vietnã. A distribuição geográfica precisa é indeterminada, os registros históricos não conseguem distinguir os rinocerontes ao nível de espécie, devido a simpatria parcial com os outros dois rinocerontes asiáticos (Rhinoceros sondaicus e Rhinoceros unicornis). Registros paleontológicos, demonstraram a presença do D. sumatrensis na caverna Liucheng, datada do Pleistoceno Inferior e localizada na província de Guangxi, estendendo o território pleistocênico da espécie até o sul da China. Está extinto na Índia e Bangladesh. Alguns conservacionistas acreditam que ainda possam ter sobrevivido em Mianmar e/ou na Fronteira Índia-Mianmar. No entanto, os tumultos políticos no país impedem qualquer assentamento para o estudo de possíveis exemplares sobreviventes. É pouco provável que qualquer rinoceronte sobreviva na Tailândia.
Na Índia a espécie ocorria principalmente na região de fronteira com a então Birmânia, nas províncias de Nagalândia, Manipur, Mizorã, Tripurá e Bengala Ocidental; e também na região de Chatigão (atual Bangladesh). A grande maioria dos registros e dos animais mortos ocorreram de 1868 até o início de 1900; relatos de década de 1930 indicavam a existência de poucos animais nas Cordilheiras de Lushai e nas Colinas de Tripura (Índia) e no Trato de Chatigão (Bangladexe). Nas décadas de 1950 e 1960 aconteceram relatos duvidosos, mas nenhum registro foi confirmado. Em Mianmar os registros iniciaram-se em 1838 principalmente nas regiões de Arakan, Pegu e Tenasserim; os últimos registros foram entre agosto de 1943 e maio de 1945 quando três animais foram avistados por oficiais britânicos na região de Arracão; entretanto Ansell (1947) relata um animal morto em 1946. Na Tailândia os registros ocorreram majoritariamente próximos às fronteiras com Mianmar e Malásia. Os últimos registros confirmados foram animais mortos em 1959 na província Kanchanaburi e em 1970 na província de Chaiyaphum. Uma expedição realizada entre 25 de março a 2 de abril de 1998 na fronteira Malásia-Tailândia não encontrou vestígios de rinocerontes-de-sumatra na região, apenas relatos de caçadores indicaram a possível presença de três animais.

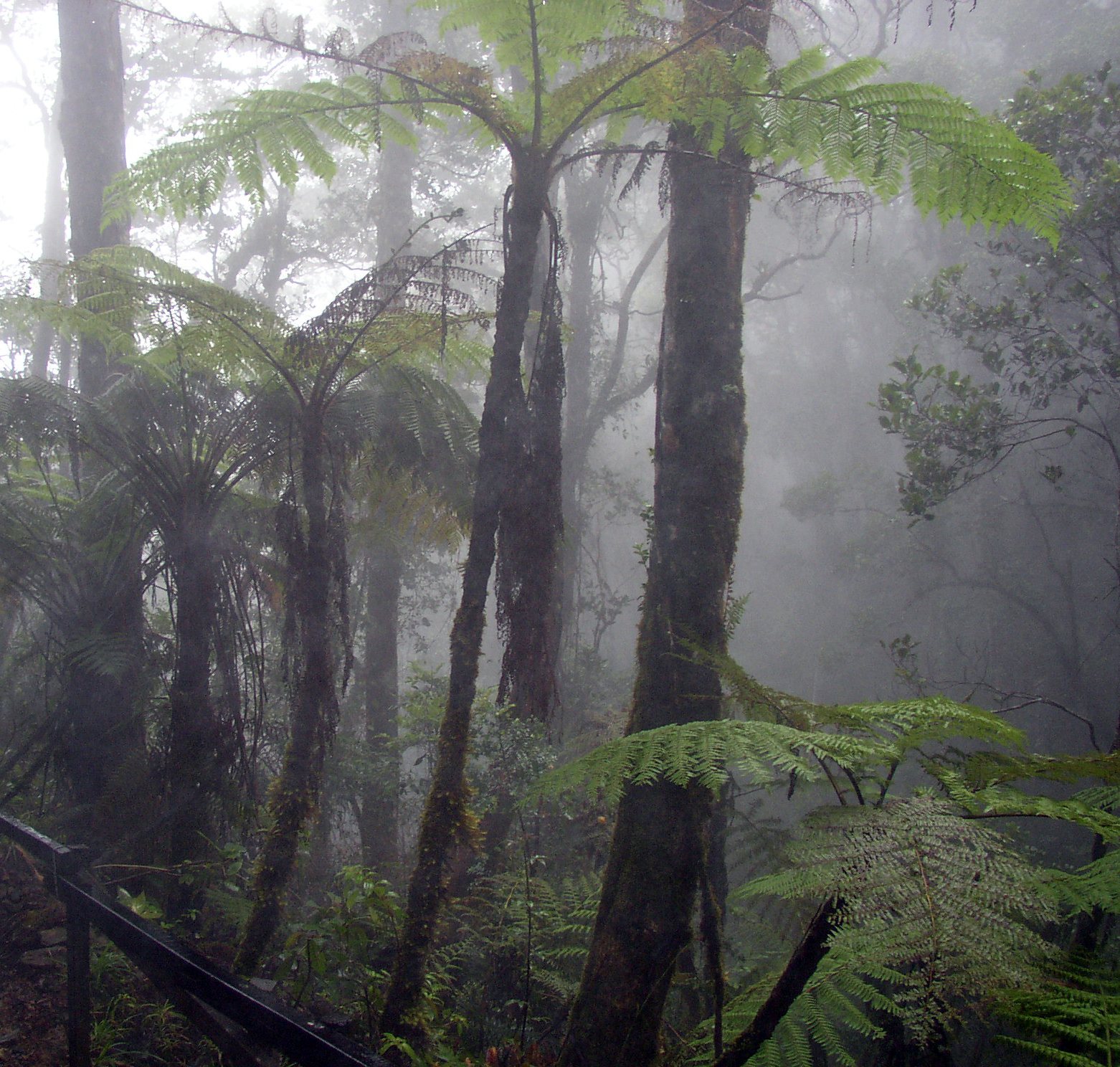
Uma floresta nublada na ilha do Bornéu.

Atualmente todas as populações selvagens conhecidas estão na Malásia peninsular, Sumatra e Bornéu. Apenas seis áreas com comunidades expressivas de rinocerontes-de-sumatra são conhecidas, todas elas são áreas protegidas: em Sumatra, nos parques nacionais: Bukit Barisan Selatan, Gunung Leuser, Kerinci Seblat e Way Kambas; em Bornéu, no Refúgio de Vida Selvagem Tabin, (Sabá); e na Malásia peninsular no Parque Nacional Taman Negara. Os animais fora dessas áreas constituem populações isoladas e não-viáveis. Em Sumatra há registros em áreas não protegidas de Aceh como Gunung Abongabong e Lokop. Recentes avistamentos indicam que o rinoceronte-de-sumatra ainda está presente em Kalimantan, embora os registros variem em acurácia e confiança. O último registro de animais em Sarawak foi em 1986 no Parque Nacional de Pulong Tau. A Área de Conservação do Vale de Danum e o baixo Kinabatangan também podem abrigar alguns indivíduos. Na Malásia peninsular pode haver alguns espécimes na região de Tamon Besor/Belum e Selama, mas pode estar já extinto no Parque Nacional de Endau Rompin.
Habita preferencialmente florestas tropicais e florestas úmidas de altitude, mas ocasionalmente ocorre em florestas marginais e secundárias. É encontrado principalmente em áreas montanhosas próximas às fontes de água, podendo mover-se para regiões mais baixas em determinadas estações do ano.

## Características
| Ficha técnica      |                        |
| Altura             | 112 – 145 cm           |
| Comprimento        | 236 – 318 cm           |
| Cauda              | 35 - 60                |
| Peso               | 800 - 1.000 kg         |
| Tamanho de ninhada | 1                      |
| Gestação           | 15 meses               |
| Desmame            | 16 - 17 meses          |
| Maturidade sexual  | 7-8 anos (fêmeas)      |
| Maturidade sexual  | 10 anos (machos)       |
| Longevidade        | 32 anos (em cativeiro) |

O rinoceronte-de-sumatra é o menor de todos os rinocerontes atuais, possuindo um corpo relativamente curto e troncudo. A pele é coriácea, espessa e de coloração castanho-acinzentada escura. Na face, a pele assume um aspecto rugoso ao redor dos olhos, mas o focinho arredondado é liso devido à intensa queratinização. As placas de pele corpóreas são menos pronunciadas que no gênero Rhinoceros e mais desenvolvidas que nos gêneros Diceros e Ceratotherium. Estando concentradas em duas regiões principais, uma no tronco logo após os membros dianteiros e outra no flanco e ventre (mas não sobre o dorso) antes dos membros traseiros. A espécie possui mais pêlos que os demais membros da família, e a pelagem castanho-avermelhada é mais densa e longa nos filhotes e nos adultos jovens, tornando-se mais esparsa, grossa e escura nos adultos. Em cativeiro, os adultos podem apresentar uma pelagem mais abundante devido à falta de abrasão com a vegetação. O lábio superior é recurvado e preênsil.

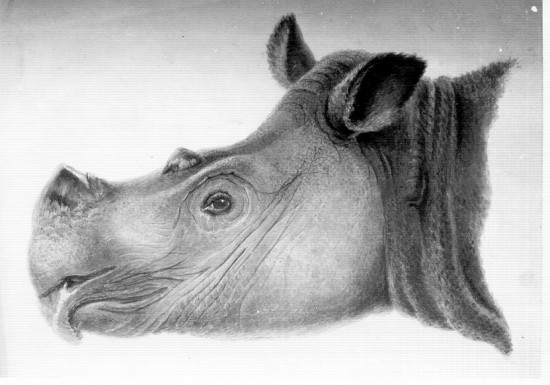
Gravura da cabeça do rinoceronte-de-sumatra.

Como nos espécimes africanos, possui dois cornos. Um localizado no osso frontal, menor e medindo cerca de dez centímetros, quase não é notado. E o segundo no osso nasal, maior e medindo geralmente entre 15 e 25 centímetros, entretanto, registros de espécimes com cornos de 38 e 80 centímetros são documentados no Museu de História Natural de Londres. O corno nasal é também conhecido como corno anterior e o frontal como posterior. Os cornos são cinza-escuros ou negros. A espécie possui dimorfismo sexual, sendo os cornos dos machos maiores que os das fêmeas, não havendo outra característica física que possibilite a determinação dos sexos.

## Ecologia e comportamento
O rinoceronte-de-sumatra tem hábito solitário, com exceção da época reprodutiva, quando formam casais temporários e, posteriormente, as mães com seus filhotes. Cada rinoceronte tem um território permanente e bem definido, que inclui uma área de sal e um poço de lama. O macho possui território mais amplo, com cerca de 30–50 km², que se sobrepõe ao de várias fêmeas, que tem territórios menores com cerca de 10–15 km². Os territórios das fêmeas são separados uma das outras, exceto pelos depósitos de sal, que tendem a ser comunitários. Não há evidências de enfrentamento na defesa dos territórios, entretanto, estes são demarcados com urina, fezes, galhos quebrados e solo revolvido.

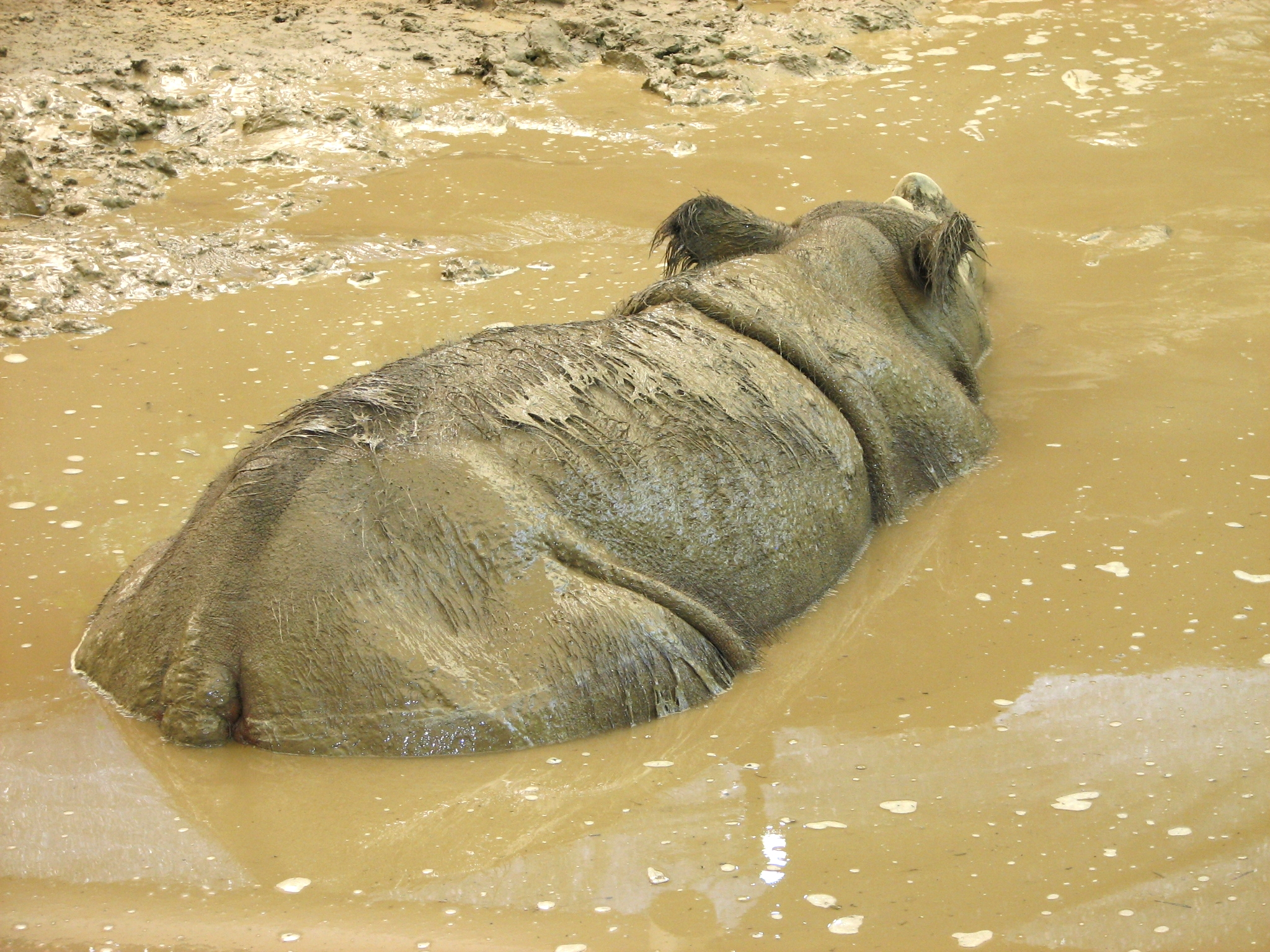
Rinoceronte-de-sumatra numa poça de lama no Zoológico de Cincinnati.

Os animais realizam pequenos movimentos sazonais, mantendo-se nas montanhas na época das chuvas, quando as planícies estão inundadas, e descendo quando o clima torna-se mais ameno, próximo ao final da época das chuvas; retornando às elevações em março, possivelmente para escapar do ataque de tabanídeos, que são comuns nas áreas baixas na estação da seca. Encontra-se mais ativo ao anoitecer, sendo que a maior parte do dia é gasto nas poças de lama ou atoleiros, que são escavados ou aprofundados pelos próprios animais, geralmente localizados no topo de uma colina ou em uma área próxima a um pequeno córrego. A região ao redor do poço, cerca de 10-35 metros, é limpa de vegetação. Chafurdar na lama atua como mecanismo de resfriamento corporal e também protege a pele contra ataque de insetos e outros parasitas.
Espécimes em cativeiro, privados de banhos adequados, logo enfrentam rachaduras e inflamações no couro, supurações, problemas oculares, unhas inflamadas, perda de pêlo, eventualmente levando a morte. Um estudo ao longo de 20 meses observando o comportamento do rinoceronte-de-sumatra e seus banhos demonstra que ele não visita mais que três atoleiros no mesmo período. Após 2 a 12 semanas servindo-se de um poço em particular, o rinoceronte o abandona. Tipicamente, o rinoceronte-de-sumatra banha-se por volta do meio-dia durante 2 a 3 horas de cada vez antes de aventurar-se em busca do alimento. A despeito de ter sido observado mergulhado na lama dos zoológicos por menos de 45 minutos por dia, o estudo de animais selvagens demonstra que gastam de 80 a 300 minutos (em média 166 minutos) por dia nesta atividade.

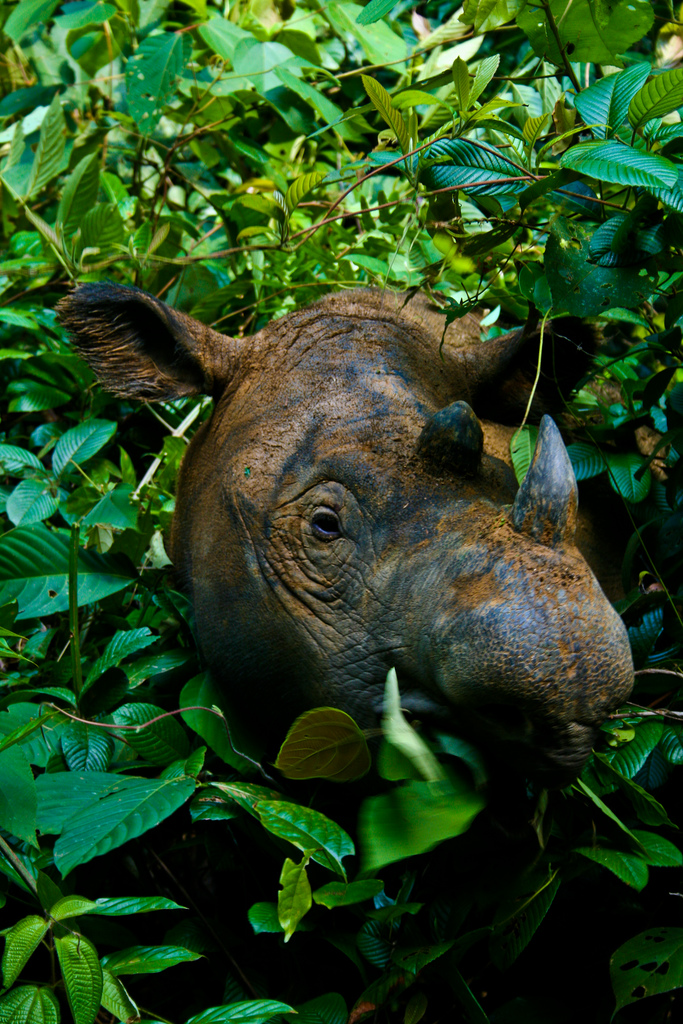
Rinoceronte em trilha na densa vegetação se alimentando.

O animal mantém uma rotina diária, percorrendo trilhas bem definidas abertas na floresta, dos atoleiros às áreas de alimentação, mudando essas áreas a cada 10 a 15 dias. A relativa ausência de atoleiros próximos aos rios nos territórios do rinoceronte-de-sumatra indica que ocasionalmente podem banhar-se nos rios em vez dos atoleiros. As trilhas no seu território podem dividir-se em duas categorias: trilhas principais - utilizadas por gerações de rinocerontes em suas migrações entre as diversas áreas de seu território, como as que ligam depósitos de sal ou áreas separadas por terrenos muito acidentados - e trilhas menores - entre as áreas de alimentação ainda cobertas de vegetação. Os rinocerontes-de-sumatra ocasionalmente quebram brotos de árvores que não consomem. Supõem-se que este comportamento seja empregado como forma de comunicação, frequentemente indicando uma bifurcação em uma trilha. Sabe-se que existem trilhas que podem cruzar grandes rios com 1,5 metros de profundidade e medindo 50 metros de largura. A força da correnteza nestes rios é grande, mas o rinoceronte é um forte nadador.
Não houve muitas oportunidades de estudar epidemiologia no rinoceronte-de-sumatra. Existem relatos do século XIX de mortes de animais em cativeiro causadas por carrapatos e Gyrostigma sp. Sabe-se que o rinoceronte também é vulnerável à doença sanguínea, surra, disseminada por mutucas portando o parasita Trypanosoma sp. Em 2004, os cinco rinocerontes do Centro de Conservação do Rinoceronte-de-sumatra morreram em um período de 18 dias após terem sido infectados pela doença. Excetuado o homem, o rinoceronte-de-sumatra não tem predadores naturais. Tigres (Panthera tigris) e cães-selvagens-asiáticos (Cuon alpinus) são capazes de matar um filhote, mas estes permanecem próximos de suas mães. Contudo, a freqüência destas mortes é desconhecida.  Apesar de seu território sobrepor-se ao do elefante-asiático (Elephas maximus) e do tapir-malaio (Tapirus indicus), as espécies não parecem competir por alimento ou habitat. Sabe-se mesmo que elefantes e rinocerontes-de-sumatra compartilham trilhas e muitas espécies menores, como cervos, javalis e cães-selvagens-asiáticos, utilizam-se das trilhas criadas pelos grandes animais.

### Vocalizações
O rinoceronte-de-sumatra é o mais sonoro dentre os rinocerontes. A observação de espécimes em cativeiro exibe a espécie quase constantemente vocalizando e sabe-se que faz o mesmo na natureza. Emite três sons diferentes: o ganido curto, o canto e o assobio-assopro. O ganido curto dura apenas um segundo, é o som mais comum. O canto, assim denominado por sua semelhança com as vocalizações da Baleia-jubarte (ver: Canto das baleias), é o mais musical e o segundo mais comum dos sons. O canto varia em tom e dura de 4 a 7 segundos. O assobio-assopro é assim chamado pois consiste de um som assobiado de dois segundos imediatamente seguido por uma lufada de ar. O assobio-assopro á a mais alta das vocalizações, sonora o bastante para fazer vibrar as barras de ferro das jaulas. O propósito das vocalizações é desconhecido, contudo supõe-se que expressem sinais de perigo, prontidão sexual e localização, assim como outras vocalizações de outros ungulados. O assobio-assopro pode ser ouvido a grande distância, mesmo na mata densa em que o rinoceronte-de-sumatra vive. Vocalizações de elefantes, similares em volume, podem ser ouvidas por até 9,8 km e assim deve acontecer com o assobio-assopro.

## Hábitos alimentares e dieta
O rinoceronte-de-sumatra alimenta-se principalmente ao anoitecer e pela manhã. Sua dieta baseia-se em árvores novas, folhas, galhos tenros e brotos, mas também ingere bambu. Frutos também podem fazer parte de seu cardápio, entre os registrados estão: Garcinia mangostona, Mangifera indica, Citrus medica e Payena costata. Os rinocerontes ingerem em média de 50 a 60 quilogramas (quase 1% do peso vivo) de material vegetal por dia. Baseando-se em avaliações de amostras fecais, pesquisadores identificaram mais de 100 espécies de plantas consumidas pelo rinoceronte, entretanto, o número pode ser bem maior, devido à grande variedade de sua dieta. Parte considerável de sua alimentação é composta por árvores jovens cujos caules medem cerca de 1-6 centímetros de diâmetro. Os rinocerontes normalmente empurram essas pequenas árvores com seu corpo, entortando-as sem pisarem nelas, de modo a alcançarem as folhas. Muitas das espécies de plantas que os rinocerontes consomem existem apenas em pequenas quantidades, o que implica mudanças constantes da dieta e dos locais de alimentação.
Os rinocerontes, como todos os herbívoros, necessitam de uma suplementação mineral em sua dieta, que provêm de depósitos naturais de minerais presentes no meio ambiente. Estudos mostram que o sódio é o elemento que os animais mais necessitam e o fator que atrai as espécies para esses depósitos naturais de minerais. Pouco se conhece acerca das necessidades minerais dos rinocerontes-de-sumatra e o papel desses depósitos na nutrição mineral do animal não está claro. Na Malásia peninsular, na região da floresta de Endau Rompin, uma área onde o Dicerorhinus sumatrensis sumatrensis vive, não existem depósitos naturais de sal conhecidos. Nas montanhas Barisan e nas planícies aluviais do leste de Sumatra os depósitos são raros. E uma pesquisa realizada no Vale Danum, em Sabá, concluiu que a dieta vegetal contém uma quantidade suficiente de minerais para a nutrição dos animais, que não dependem de outras fontes de minerais, como os depósitos naturais. No estudo observou-se a ingestão de plantas ricas em minerais como os gênero Memecylon, Diospyros, Mallotus e Macaranga.
No Zoológico de Cincinnati, o principal alimento é o feno de alfafa, associado a outras forragens leguminosas, e plantas dos gêneros Ficus, Celtis, Salix, e Morus. A dieta é rica em fibras alimentares e apenas moderada em proteínas. No Centro de Conservação de Sungai Dusun, além de gramíneas (Pennisetum purpureum e Axonopus compressus) e folhas largas (Artocarpus heterophyllus, Ficus glossularioides, Macaranga gigantea), são também oferecido aos animais, bananas, mamões e batatas-doce.

## Reprodução

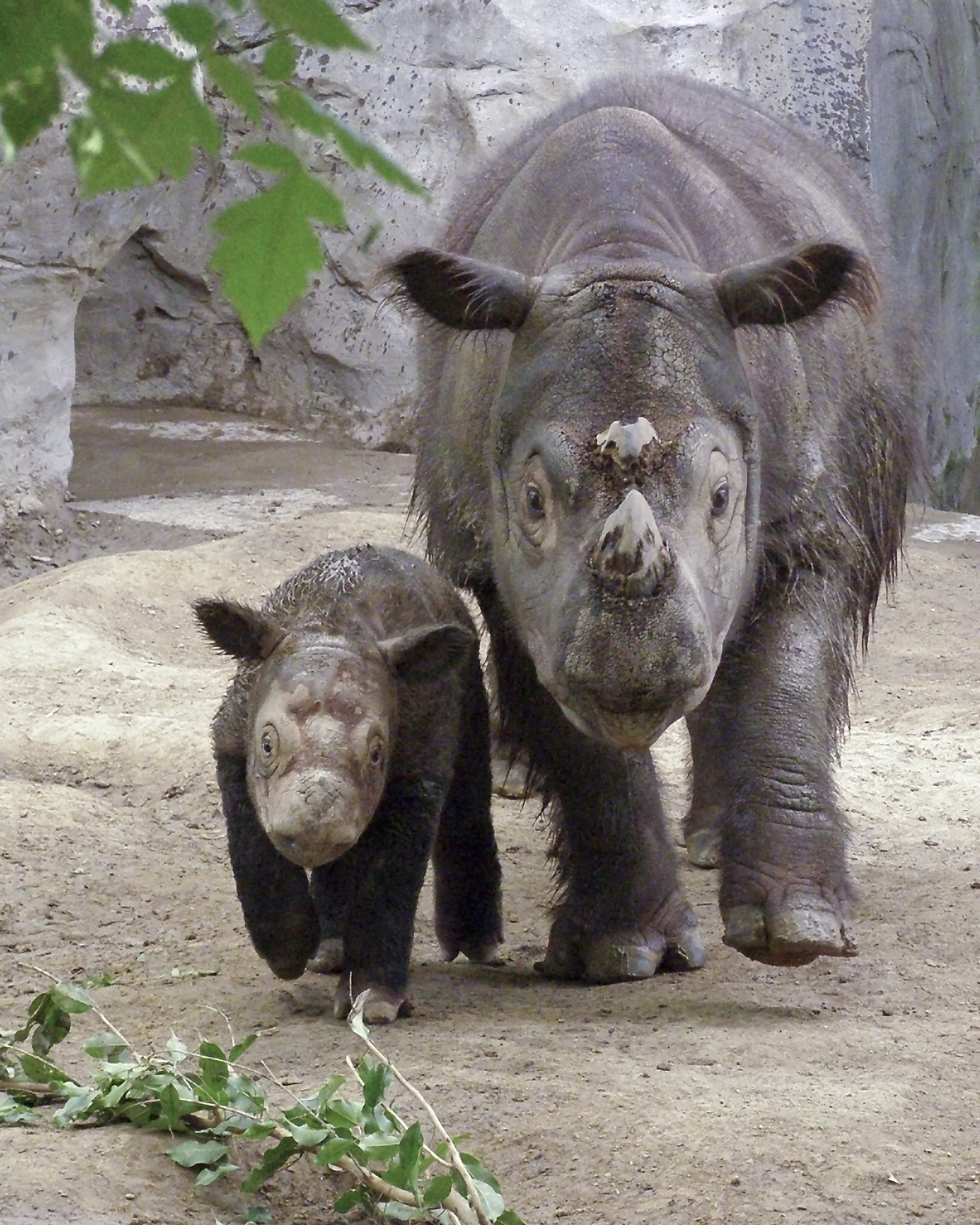
Emi com o filhote Harapan (19 dias), no Zoológico de Cincinnati

Os hábitos reprodutivos do rinoceronte-de-sumatra têm sido estudados em cativeiro. As fêmeas tornam-se sexualmente maduras com idade entre 6 e 7 anos, enquanto os machos somente com 10 anos de idade. O período de gestação é de 15 a 16 meses. O filhote, que normalmente pesa entre 40 e 50 kg, é desmamado após aproximadamente 15 meses e fica com a mãe durante os primeiros 2 a 3 anos de sua vida. Em estado selvagem, o intervalo entre partos é estimado em 4 a 5 anos; a criação do filhote na natureza não é conhecida.
As relações sexuais começam com um período de cortejo caracterizado pelo aumento da vocalização, movimentação da cauda, micção e contato físico, tanto o macho quanto a fêmea, usando seus focinhos para bater na cabeça e na genitália do outro. O estilo de cortejo é muito semelhante ao do rinoceronte-negro. Os machos jovens são muitas vezes agressivos com as fêmeas, chegando até a feri-las. Em estado selvagem, a fêmea pode fugir de um macho excessivamente agressivo, mas em cativeiro não conseguem. A incapacidade de escapar da agressividade dos machos pode contribuir parcialmente para a baixa taxa de sucesso de programas de reprodução em cativeiro.
O período do estro propriamente dito, quando a fêmea é receptiva ao sexo masculino, dura cerca de 24 horas e observações têm colocado sua recorrência entre 21 a 25 dias. Os rinocerontes do Zoológico de Cincinnati, com tamanhos semelhantes aos outros exemplares da espécie, foram observados copulando entre 30 e 50 minutos; observações no Centro de Conservação do Rinoceronte-de-sumatra da Malásia têm mostrado um período de acasalamento menor. Mas, como o Zoológico de Cincinnati teve gestações prósperas e os outros rinocerontes também têm cópulas longas, um acasalamento longo pode ser o comportamento natural. Estudos em Cincinnati descobriram que a ovulação do rinoceronte-de-sumatra é induzida pela cópula e que os níveis de progesterona são imprevisíveis.
Devido à falta de informações, a reprodução em cativeiro não tem um histórico de sucesso. A captura de uma fêmea em 1984 na Malásia deu início a um programa de conservação em cativeiro do rinoceronte-de-sumatra. Desde 1984, um total de 27 animais eram mantidos em cativeiro ao redor do mundo; e passados seis anos, 29,6% morreram sem deixar nenhuma contribuição genética para a conservação da espécie. Embora os pesquisadores tenham observado concepções bem sucedidas, todas as gestações terminam fracassadas por inúmeros motivos até o primeiro nascimento em cativeiro no ano de 2001, no Zoológico de Cincinnati.

## Taxonomia

### História taxonômica

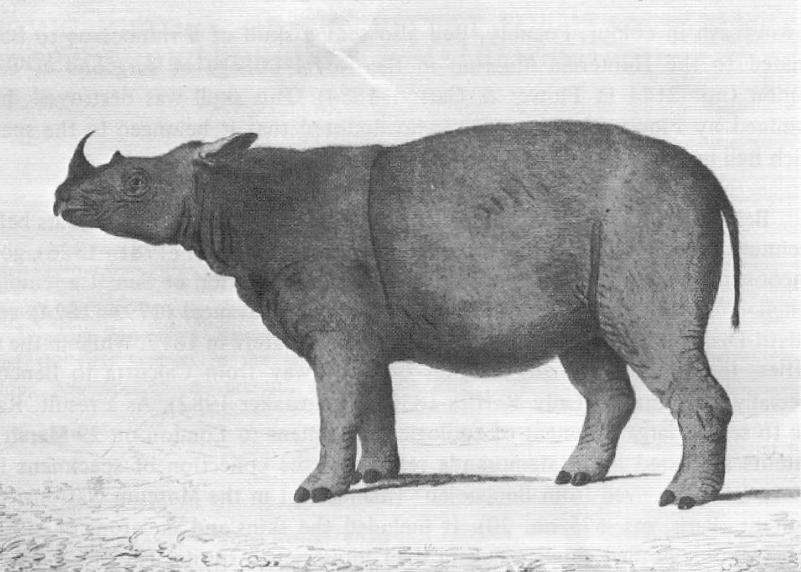
Esboço de William Bell (1793).

O primeiro registro do rinoceronte-de-sumatra foi feito por William Bell, que, em 1793, examinou um animal morto a 16 quilômetros de Fort Marlborough, próximo a Bencoolen, na costa oeste de Sumatra. Bell morreu no mesmo ano, mas seus esboços e descrição do espécime foram enviados ao naturalista Joseph Banks, então presidente da Royal Society, que publicou o material no Philosophical Transactions of the Royal Society de 1793. Desde Bell (1793), o rinoceronte proveniente de Sumatra foi considerado como uma espécie válida, mas não recebeu um nome científico devido à falta de interesse nessas formalidades e à confusão sobre a sistemática dos rinocerontes na época. Johann Fischer von Waldheim, em 1814, foi o primeiro a propor o nome científico, Rhinoceros sumatrensis, baseado na descrição de Bell.
Carolus Linnaeus classificava todos os rinocerontes no gênero Rhinoceros. Joshua Brookes, em 1928, considerou o rinoceronte-de-sumatra, com dois cornos, suficientemente diferente do rinoceronte-indiano, de um corno, elevando-o a um gênero próprio, o Didermocerus. O gênero ainda sofreu outras duas nomeações: uma em 1841 por Constantin Wilhelm Lambert Gloger que propôs o nome Dicerorhinus e a outra em 1868, quando John Edward Gray propôs o nome Ceratorhinus.
Dicerorhinus foi usado universalmente para a espécie até 1951, quando Ellerman e Morrison-Scott reabilitaram o termo Didermocerus, sendo seguidos por muitos zoologistas. Em contrapartida, muitos outros rejeitaram a mudança do nome que vinha sendo usado por muitos anos. Dúvidas a respeito da validade da publicação original do Didermocerus foram levantadas e a partir dessa data ambos os nomes foram utilizados na literatura. Normalmente a denominação mais antiga tem a prioridade. Entretanto, Boylan (1967) levou o caso até a Comissão Internacional de Nomenclatura Zoológica, que em 1977, através de regulamentação, suprimiu o Didermocerus em favor do Dicerorhinus, apesar de confirmar a autenticidade da publicação de Brookes.

### Subespécies
Groves, em 1965, reconheceu quatro subespécies para o rinoceronte-de-sumatra: R. s. lasiotis e R. s. niger para o sudeste asiático, R. s. sumatrensis para Sumatra e R. s. harrisoni para Bornéu; entretanto, Ellerman e Morrison-Scott (1966) reconheceram apenas duas subespécies: R. s. sumatrensis para as ilhas de Sumatra e Bornéu e R. s. lasiotis para o continente. Posteriormente o táxon niger foi sinonimizado com o R. s. sumatrensis. Três subespécies são reconhecidas por Groves (1967)  e Grubb (2005):

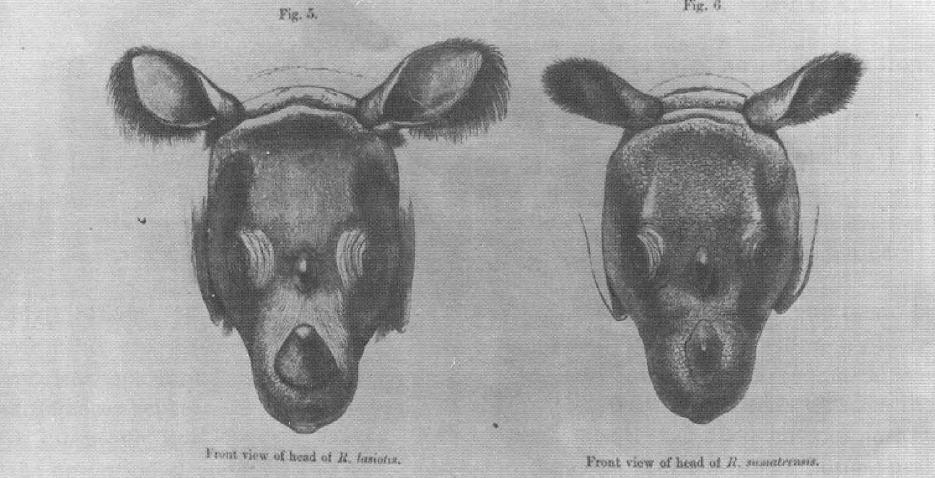
Esboço de Sclater (1876) mostrando a diferença entre lasiotis e sumatrensis.

- Dicerorhinus sumatrensis sumatrensis (J. Fisher, 814), conhecido como rinoceronte-de-sumatra-ocidental, era encontrado na península malaia e na ilha de Sumatra, hoje só é encontrado no oeste de Sumatra e numa única localidade na Malásia peninsular. Possui conformação corporal grande, dentes de médios a pequenos, e occipício estreito e baixo.[41] Um estudo conduzido por geneticistas da Universidade Columbia demonstrou que não há diferenças genéticas entre os animais da península malaia e do leste de Sumatra, mas há uma pequena diferença entre as populações do leste e do oeste da ilha.[42]

- Dicerorhinus sumatrensis harrissoni Groves, 1965, conhecido como rinoceronte-de-sumatra-oriental ou rinoceronte-de-bornéu, é restrito à ilha de Bornéu. A única população conhecida atualmente reside em Sabá, mas há registros não confirmados de animais em Sarawak e Kalimantan.[1] Possui conformação corporal pequena, dentes pequenos e occipício estreito, mas proporcionalmente alto e inclinado caudalmente.[41] A subespécie foi nomeada em homenagem a Tom Harrisson, que trabalhou extensivamente em Bornéu nas áreas de zoologia e antropologia na década de 1960.[43] O rinoceronte de Bornéu é significativamente menor que as demais subespécies.[3]

- Dicerorhinus sumatrensis lasiotis Buckland, 1872, conhecido como rinoceronte-de-sumatra-setentrional ou rinoceronte-de-sumatra-da-índia, era encontrado na Índia, Butão, Bangladesh e Mianmar. Está extinto nos três primeiros países, havendo uma possibilidade que haja populações remanescentes no norte de Mianmar.[1] Entretanto, instabilidades políticas na região impedem que expedições sejam feitas.[44] Possui conformação corporal grande, dentes grandes e occipício largo e alto.[41] O termo lasiotis deriva do grego e significa "orelhas peludas". Estudos demonstraram que seus pêlos auriculares não eram mais compridos que os das demais subespécies e a única diferença marcante era o tamanho avantajado que possuía.[3]

As subespécies são definidas basicamente pelas diferenças craniais e dentárias, pouco se conhecendo (exceto pelo tamanho) sobre suas características externas. Uma quarta subespécie é descrita por Groves (1972), o Dicerorhinus sumatrensis eugenei Sody, 1946, conhecida através de material subfóssil (dentes) encontrados nas Cavernas Padang, do início do Holoceno.

## Conservação
O rinoceronte-de-sumatra é classificado, pela União Internacional para a Conservação da Natureza e dos Recursos Naturais (IUCN), como estando em "perigo crítico" de extinção, e na Convenção sobre o Comércio Internacional das Espécies da Fauna e da Flora Silvestres Ameaçadas de Extinção (CITES) aparece no "Appendix I". Sua população estava estimada em 275-300 animais no ano de 2008, entretanto, esse número pode ser ajustado para 200, devido as dúvidas sobre o estado de algumas populações. A população declinou mais de 80% em três gerações (uma geração é estimada em 20 anos) e espera-se um declínio de cerca de 25% dentro da próxima geração. Não há subpopulações maiores que cinqüenta indivíduos.
| Ano    | 1964 | 1967    | 1976   | 1982 | 1987 | 1990    | 1995      | 1996 | 1997 | 2001 | 2005 | 2007      | 2008 | 2011    | 2013 |
| Número | 170  | 100-170 | 89-158 | <300 | >100 | 500-900 | 413 - 563 | 400  | ~300 | ~300 | ~300 | 280 - 320 | 250  | 152-205 | <100 |

O declínio da população é atribuído principalmente à caça predatória em busca de seus cornos muito valorizados pela medicina tradicional chinesa, os quais atingem altos preços, até 30.000 dólares americanos por quilograma no mercado negro. Durante a década de 1970, foram documentados os usos de partes do corpo dos rinocerontes pelos habitantes locais de Sumatra, por exemplo, a utilização dos cornos como amuletos devido à crença popular de que estes oferecem proteção contra envenenamento. Carne seca foi empregada como remédio para diarreia, lepra e tuberculose. "Óleo-de-rinoceronte" uma poção obtida de um crânio embebido em óleo de coco durante diversas semanas, era aplicado no tratamento de doenças da pele. A extensão do uso e crenças destas práticas não são totalmente conhecidas. Acreditava-se que cornos de rinocerontes eram amplamente utilizados como um afrodisíaco, mas na realidade a medicina tradicional chinesa nunca os empregou com este propósito, utilizando-os principalmente contra dores e febre.
A perda do habitat é outro fator que está afetando as populações, uma vez que as florestas tropicais no sudeste asiático estão sob forte pressão da indústria madeireira. Madeiras raras como "merbau", "meranti" e "semaram" são valiosas no mercado internacional, atingindo cifras como 1.800 dólares americanos por metro cúbico. A aplicação de leis contra a coleta predatória é complicada pois a população local vive dentro ou próxima das mesmas florestas habitadas pelos rinocerontes. O Terramoto do Índico de 2004 aumentou a extração de madeira nas florestas do norte de Sumatra (província de Aceh), utilizada principalmente para a reconstrução das cidades destruídas pela tsunami; mas também gerando lucro para autoridades corruptas que vendem a madeira de lei ilegalmente ao mercado internacional.

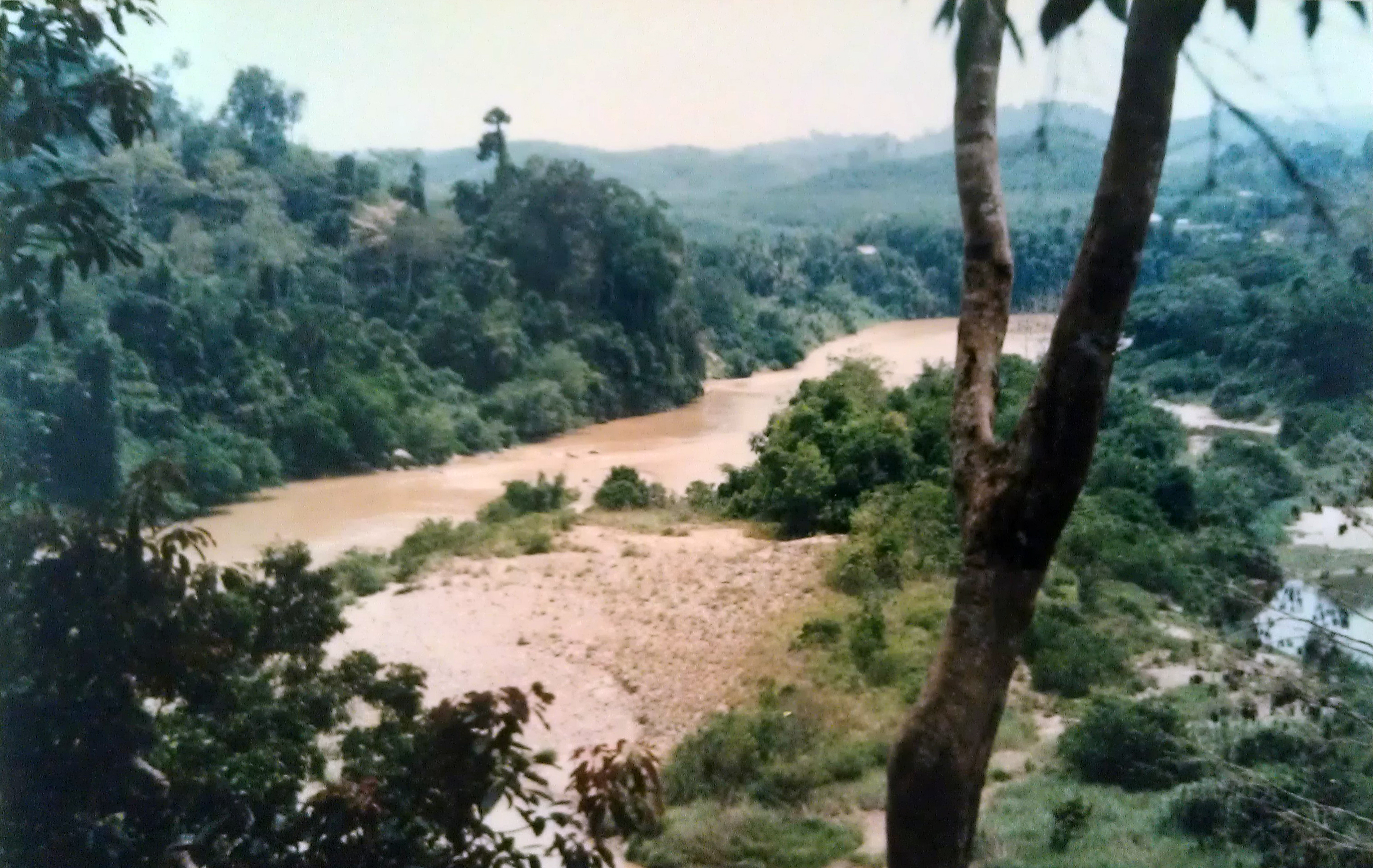
O Parque Nacional Taman Negara possui a única população concentrada de rinocerontes-de-sumatra do continente asiático.

O rinoceronte está amplamente disperso ao longo de seu habitat original, muito mais do que os outros rinocerontes asiáticos, o que tornou difícil para os conservacionistas protegerem a população efetivamente. O rinoceronte-de-java, apesar de ser mais raro e contar com uma população menor, encontra-se mais estável que o de sumatra, já que sua população está concentrada no Parque Nacional de Ujung Kulon. A população global do rinoceronte-de-sumatra diminuiu 85% (estimativa) entre 1970 e 1987. Na década de 1970, foi criada pela "Species Survival Comission" da IUCN a "Asian Rhino Specialist Group", para concentrar os esforços na preservação do rinoceronte. No terceiro encontro do grupo, em Singapura em 1984, decidiu-se lançar um programa de captura de animais selvagens para a reprodução em cativeiro em zoológicos da Europa, Ásia e Estados Unidos. O programa de conservação ex situ, que transcorreu de 1986 a 1995, teve 50% de mortalidade (no total foram 40 indivíduos capturados) e o único filhote nascido em cativeiro era de uma fêmea capturada já prenhe.
Após os esforços fracassados, uma nova estratégia foi tomada pelos grupos responsáveis pela conservação do rinoceronte. Baseada na experiência em Sungai Dusun, Malásia, adaptou-se o programa de reprodução em cativeiro para santuários no próprio ambiente natural (in situ) denominados de "rhino protection units" (unidades de proteção ao rinoceronte). Três unidades foram formadas: a unidade do Parque Nacional Way Kambas, em Sumatra, com 10.000 hectares e inicialmente com três rinocerontes vindos do Reino Unido e da Indonésia (entretanto, uma fêmea morreu em 2001); a unidade da Reserva da Vida Selvagem de Sungai Dusun, na Malásia peninsular, com aproximadamente 45 hectares e com sete animais (dois machos e cinco fêmeas); e o Centro de Sepilok, em Sabah, o menor de todos e com apenas um casal de rinocerontes.
Pouco se conhece sobre a variabilidade genética nas populações remanescentes ou o grau de divergência genética entre elas. Um estudo, com DNA mitocondrial, se mostrou inadequado para o manejo conservacionista de populações homólogas, já que não demonstrou diferenças entre as subpopulações fenotípicas existentes. Estudo posterior identificou três linhagens distintas de rinocerontes-de-sumatra. O estreito de Malaca não representou uma barreira significante para os rinocerontes, já que indivíduos da península malaia e do leste de Sumatra apresentam padrões de mtDNA muito semelhantes. Por outro lado, animais do leste e do oeste da ilha apresentam um fluxo gênico mais restritivo, em decorrência da presença das montanhas Barisan, que constituíram uma barreira entre as duas populações. O rinoceronte-de-bornéu possui grande divergência genética com as outras populações, assim como características morfológicas fenotípicas distintas. Essas três linhagens podem ser consideradas como três unidades de conservação da espécie. Entretanto, em caso extremo, será possível cruzar indivíduos da unidade da península malaia/leste de Sumatra com a unidade do oeste de Sumatra, sem conseqüências genéticas negativas sérias, pois apresentam baixos níveis de divergência genética e ausência de diferenças de haplótipos fixos, indicando um intercâmbio entre animais até recentemente. Já a população de Bornéu deve ser considerada uma unidade totalmente distinta, sendo desaconselhado o cruzamento entre as outras linhagens.

### Cativeiro

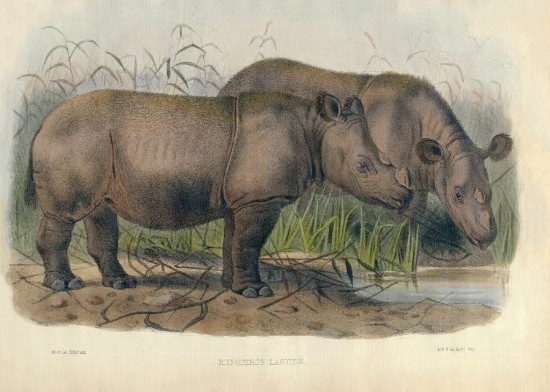
Imagens da fêmea Begum, exibida no Zoológico de Londres em 1872; ela foi a espécie-tipo para a descrição do táxon R. lasiotis.

Apesar de incomum, os rinocerontes-de-sumatra têm sido ocasionalmente exibidos em zoológicos por cerca de um século e meio. O Zoológico de Londres possuía o maior número de animais, chegando a ter oito indivíduos, seis R. s. sumarensis e dois R. s. lasiotis. O zoológico também possui o recorde de longevidade da espécie para o cativeiro, uma fêmea (lasiotis) viveu 32 anos e 8 meses. O primeiro espécime exibido vivo na Europa pertenceu à coleção do Zoológico de Hamburgo, tendo sido adquirido em janeiro de 1872, e não o Zoológico de Londres que recebeu seu primeiro espécime em fevereiro de 1872. Neste mesmo ano sete animais foram trazidos a várias coleções ao redor do mundo, incluindo dois animais destinados a circos americanos. Entre 1872 e 1909, 48 animais eram mantidos em cativeiro. Em 1960, apenas três animais existiam em cativeiro, um em Bogor (Java), um em Basileia, e outro em Copenhague. Os rinocerontes de Bogor e Basileia morreram em 1961, e o do Zoológico de Copenhague morreu em fevereiro de 1972. Os rinocerontes-de-sumatra não prosperaram bem em cativeiro e os únicos registro de nascimento em cativeiro foram feitos a partir de fêmeas capturadas prenhes na natureza: um no Zoológico de Calcutá em 1889 e quatro na cidade de Malaca (Malásia) em 1987.
De 1972 a 1984 não existiram exemplares mantidos em cativeiro. Entre 1984 e 1996 o programa de conservação ex situ afiançado pela IUCN transportou 40 animais capturados na natureza para zoológicos e reservas pelo mundo. Entretanto, o programa falhou e, em 1997, só metade dos animais ainda permanecia viva. Em 2004, uma epidemia de surra no Centro de Conservação do Rinoceronte-de-sumatra matou cinco rinocerontes cativos na Malásia peninsular, reduzindo a população de rinocerontes em cativeiro a oito espécimes: 4 nos Estados Unidos e 4 no sudeste asiático.
| Ano    | 1872 | 1885 | 1916 | 1959 | 1960 | 1972 | 1984 | 1989 | 1991 | 1999 | 2004 | 2006 |
| Número | 7    | 5    | 0    | 5    | 3    | 1    | 0    | 27   | 16   | 17   | 8    | 10   |

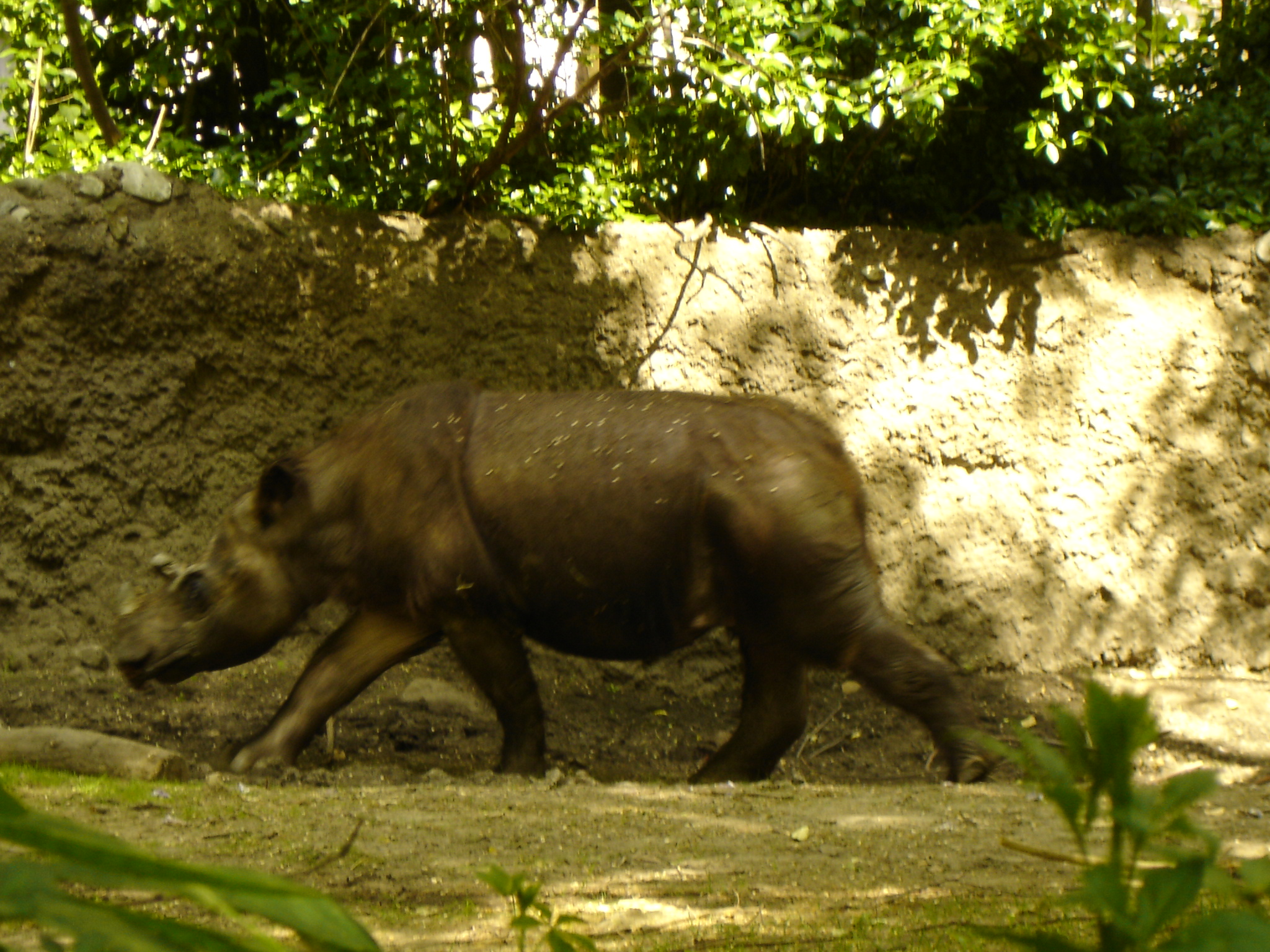
Rapunzel morreu em dezembro de 2005 no Zoológico do Bronx.

Os Estados Unidos inicialmente possuíam sete rinocerontes cativos mas, em 1997, seu número reduzira-se a três: uma fêmea no Zoológico de Los Angeles, um macho no Zoológico de Cincinnati e uma fêmea no Zoológico do Bronx. Em um esforço final, os três rinocerontes foram reunidos em Cincinnati. Após anos de tentativas fracassadas, a fêmea de Los Angeles, Emi, engravidou pela sexta vez, do macho Ipuh. Já engravidara cinco vezes anteriormente, mas todas terminaram em insucessos. No entanto os pesquisadores do zoológico haviam aprendido com estes fracassos e, com a ajuda de tratamento hormonal adequado, Emi pariu um macho saudável chamado Andalas (uma palavra poética em indonésio para "Sumatra") em 13 de setembro de 2001, o primeiro nascimento gerado em cativeiro.  O nascimento de Andalas foi o primeiro nascimento de um rinoceronte-de-sumatra em cativeiro em 112 anos. Uma fêmea chamada Suci ("pura" em indonésio) seguiu-se em 30 de julho de 2004. Em 19 de abril de 2007, Emi pariu pela terceira vez, um segundo macho, chamado Harapan ("esperança" em indonésio) ou Harry. Rapunzel, após vários insucessos reprodutivos, foi novamente transferida para o Bronx, onde morreu em dezembro de 2005, com cerca de 30 anos de idade. Em 5 de setembro de 2009, Emi morreu aos 21 anos de idade no zoológico de Cincinnati, a necropsia revelou um comprometimento hepático, cuja análise do tecido, por patologistas veterinários, indicou que a causa da morte foi devido a falência do fígado causada pela hemocromatose.
Em 2007, Andalas, que vivia no Zoológico de Los Angeles, retornou a Sumatra para participar de programas reprodutivos com fêmeas saudáveis. Andalas se acasalou com Ratu no santuário localizado no Parque de Way Kambas, e, em 23 de junho de 2012, pariu o macho Andatu, o quarto nascimento em cativeiro registrado nos últimos 100 anos.
A despeito dos recentes êxitos em Cincinnati, o programa de reprodução em cativeiro permanece controverso. Seus defensores afirmam que os zoológicos têm contribuído para o esforço de conservação ao estudar seus hábitos reprodutivos, ao alertar o público sobre o problema e ao disseminar informações sobre os rinocerontes, além de ajudar no levantamento de fundos para conservação em Sumatra. Os oponentes do programa de reprodução em cativeiro argumentam que as perdas são grandes demais; o programa caro demais; que a remoção dos rinocerontes de seu habitat, mesmo temporariamente, altera seu papel ecológico e que as populações em cativeiro não igualam a taxa de recuperação observada em ambientes naturais bem protegidos.

## Aspectos culturais

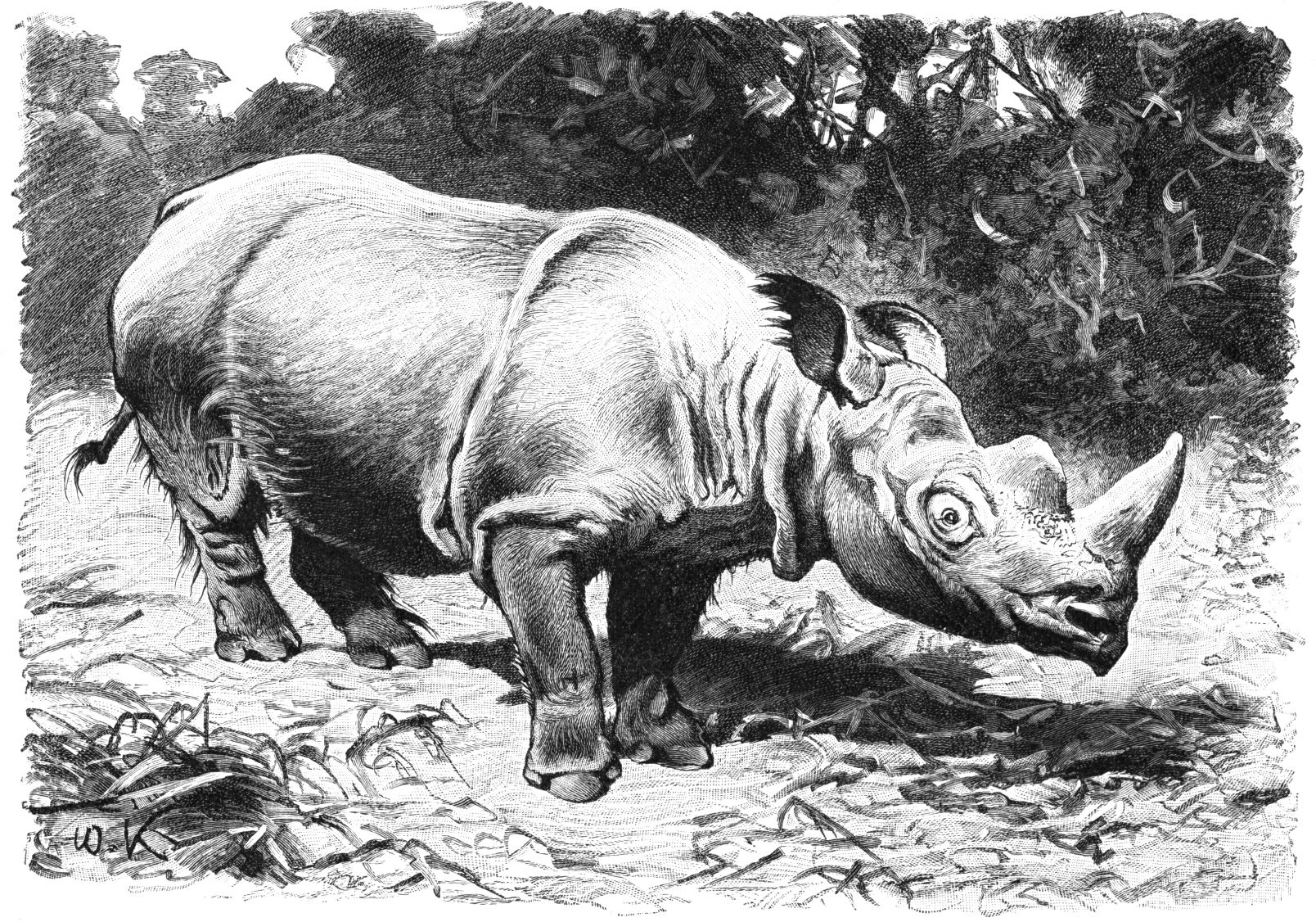
Um rinoceronte-de-sumatra em ilustração de 1927.

Excetuados os poucos indivíduos mantidos em zoológicos e ilustrados nos livros, o rinoceronte-de-sumatra permanece pouco conhecido, ofuscado pelos mais comuns rinoceronte-indiano, rinoceronte-negro e rinoceronte-branco. No entanto, recentemente, vídeos sobre o rinoceronte-de-sumatra em seu habitat e em centros de reprodução têm sido apresentados em diversos programas sobre a vida selvagem. Longas filmagens são encontradas no documentário The Littlest Rhino da Asia Geographic.
Apesar de documentados por excrementos e trilhas, fotografias do rinoceronte-de-bornéu somente foram feitas e amplamente distribuídas por conservacionistas recentemente, em abril de 2006, quando câmeras escondidas fotografaram um adulto saudável nas florestas de Sabah. No início de 2007 anunciou-se que câmeras haviam filmado o primeiro vídeo de um rinoceronte-de-bornéu. A filmagem noturna mostrava o rinoceronte alimentando-se, esquadrinhando a folhagem e farejando o equipamento de filmagem. O World Wildlife Fund, responsável pelo vídeo, empregou-o no esforço de convencer as autoridades locais a transformarem a área em uma zona de conservação para rinocerontes.
Alguns relatos folclóricos sobre o rinoceronte-de-sumatra foram recolhidos por naturalistas coloniais e caçadores desde a metade do século XIX ao princípio do século XX. Em Mianmar, acreditava-se que o rinoceronte-de-sumatra alimentava-se de fogo. Contos descrevem o rinoceronte-engolidor-de-fogo procurando a origem da fumaça, especialmente em fogueiras de acampamentos, e então atacando. Existe ainda a crença birmanesa de que a melhor época para caçar era em julho quando os rinocerontes-de-sumatra se reuniam sob a lua cheia. Na Malásia dizia-se que o corno do rinoceronte era oco e poderia ser usado como uma espécie de mangueira para respirar e esguichar água. Na Malásia e em Sumatra acreditava-se então que o rinoceronte trocava de corno a cada ano e que o enterrava no solo. Em Bornéu, afirmavam que o rinoceronte apresentava um peculiar hábito alimentar: após defecar em uma correnteza, virava-se e comia o peixe que tivesse sido paralisado pelo excremento.